# Saint-Germain-de-Lusignan
Saint-Germain-de-Lusignan ist eine französische Gemeinde mit 1.298 Einwohnern (Stand: 1. Januar 2022) im Département Charente-Maritime in der Region Nouvelle-Aquitaine (zuvor Poitou-Charentes); sie gehört zum Arrondissement Jonzac und zum Kanton Jonzac. Die Einwohner werden Saint-Germinois genannt.

## Geographie
Saint-Germain-de-Lusignan liegt etwa 95 Kilometer südsüdöstlich von La Rochelle am Seugne. Nachbargemeinden von Saint-Germain-de-Lusignan sind
- Saint-Georges-Antignac, Clam und Neulles und Neuillac im Norden,
- Réaux sur Trèfle mit Saint-Maurice-de-Tavernole im Nordosten und Réaux im Nordosten,
- Saint-Martial-de-Vitaterne im Osten,
- Jonzac im Osten und Südosten,
- Saint-Simon-de-Bordes im Süden,
- Saint-Hilaire-du-Bois im Westen und Südwesten
- Clion und Lussac im Westen.

Im Gemeindegebiet liegt der größte Teil des Flugplatzes Jonzac-Neulles.

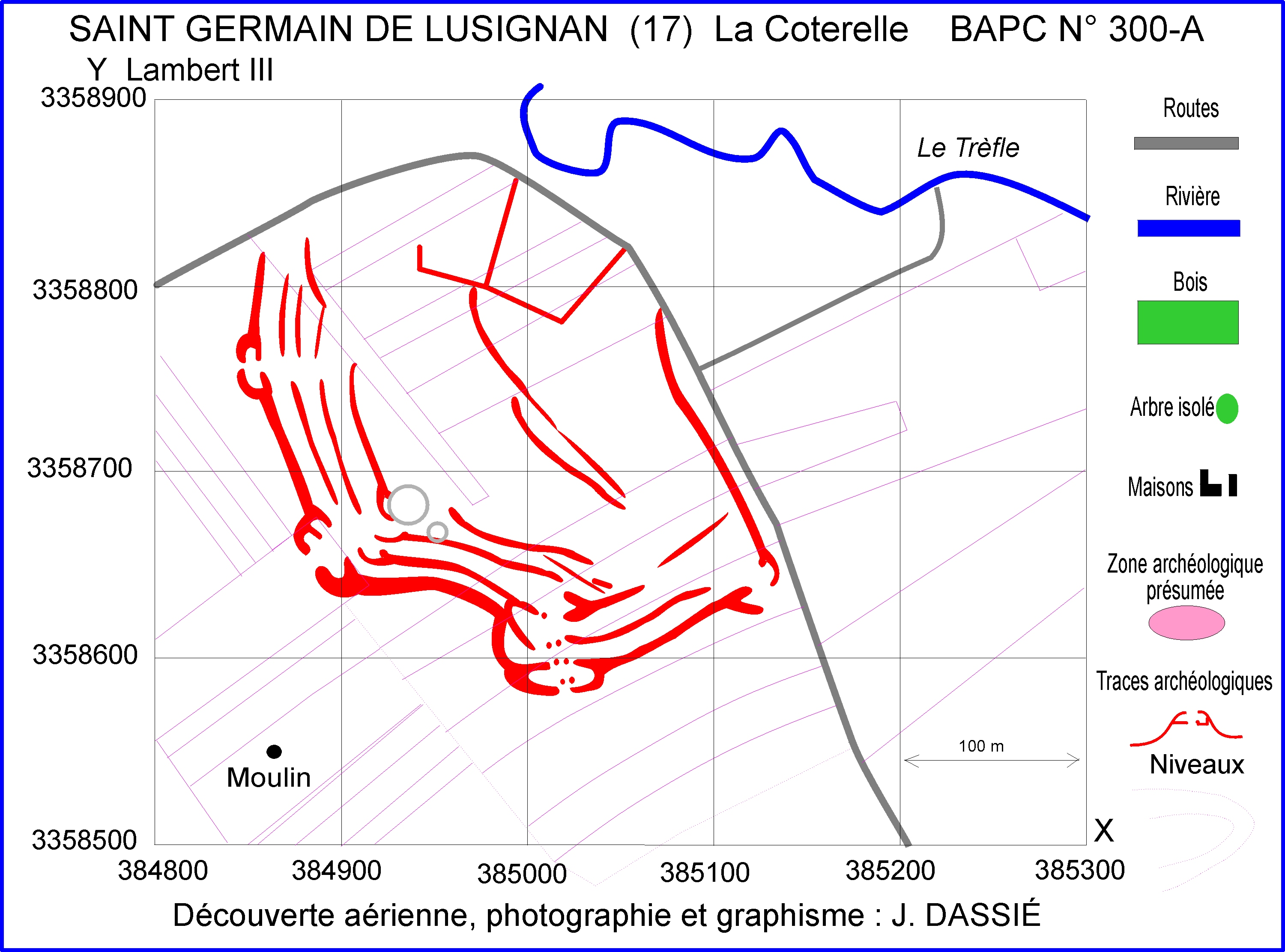
Resultat der Luftprospektion von Jacques Dassié in Saint-Germain-de-Lusignan

## Bevölkerungsentwicklung
| Jahr                       | 1962 | 1968 | 1975 | 1982 | 1990 | 1999 | 2006 | 2017 |
| Einwohner                  | 746  | 725  | 909  | 1090 | 1166 | 1145 | 1194 | 1303 |
| Quellen: Cassini und INSEE |      |      |      |      |      |      |      |      |

## Sehenswürdigkeiten
- Kirche Saint-Germain

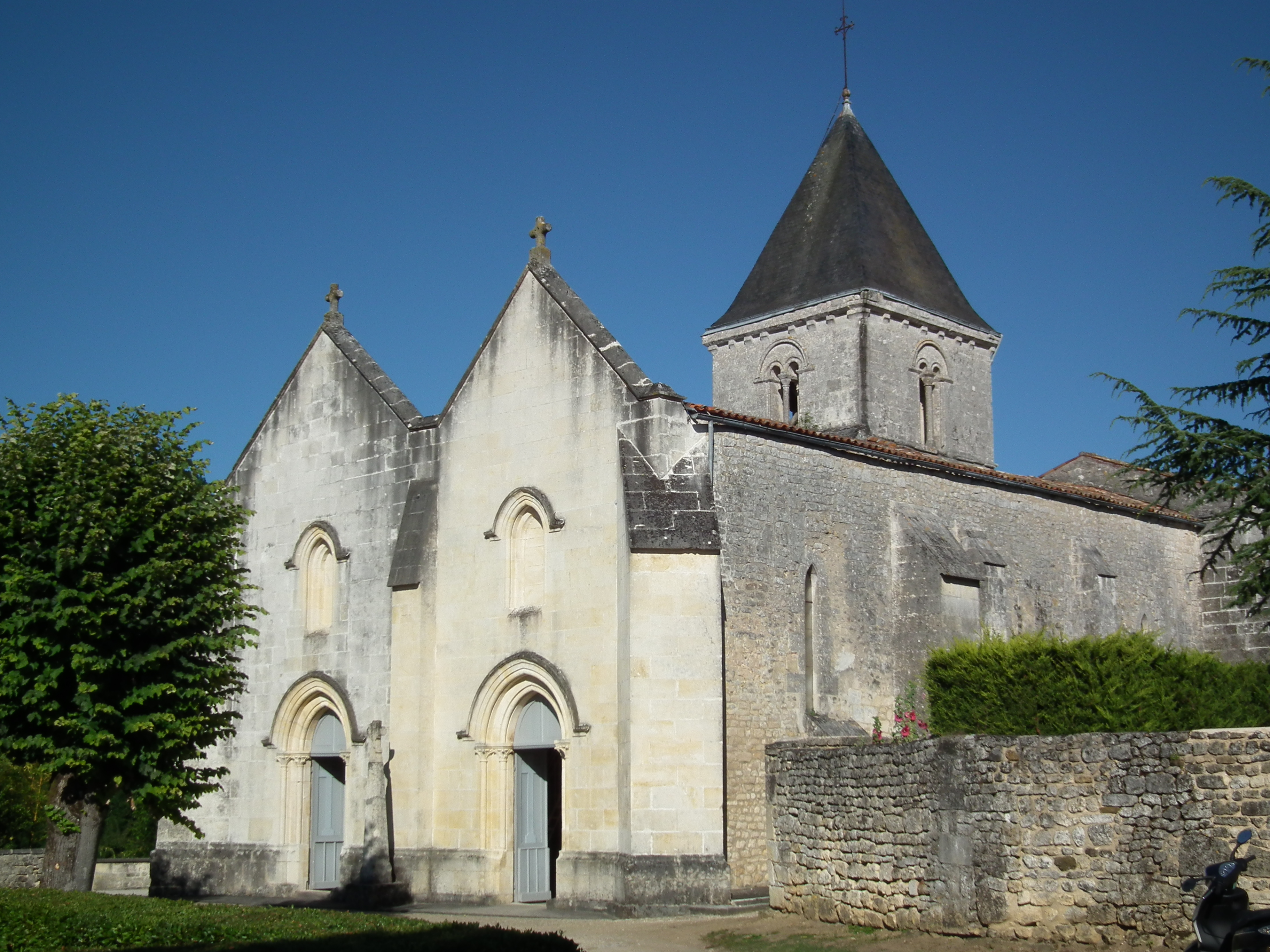
Kirche Saint-Germain

Siehe auch: Liste der Monuments historiques in Saint-Germain-de-Lusignan